# Макмастерський університет
Макмастерський університет (англ. McMaster University) — громадський науково-дослідницький університет, розташований у місті Гамільтон (провінція Онтаріо).
Університет засновано в 1908 в місті Торонто і перенесено в 1930 році до міста Гамільтон. Університет названо на честь Вільяма Макмастера, засновника Канадського комерційного банку. В університеті нині більш ніж 24 тисяч студентів і наукових співробітників.
Університет збудував 5 МВт ядерний реактор у 1959 i прискорювач заряджених частинок у 1968.

## Факультет
У складі Макмастерського університету є такі факультети:
- Природознавства
- Медичний
- Інженерії
- Соціальних наук
- Гуманітарних наук
- Бізнес-Школа ім. М. Дегрут

## Бібліотека та музей

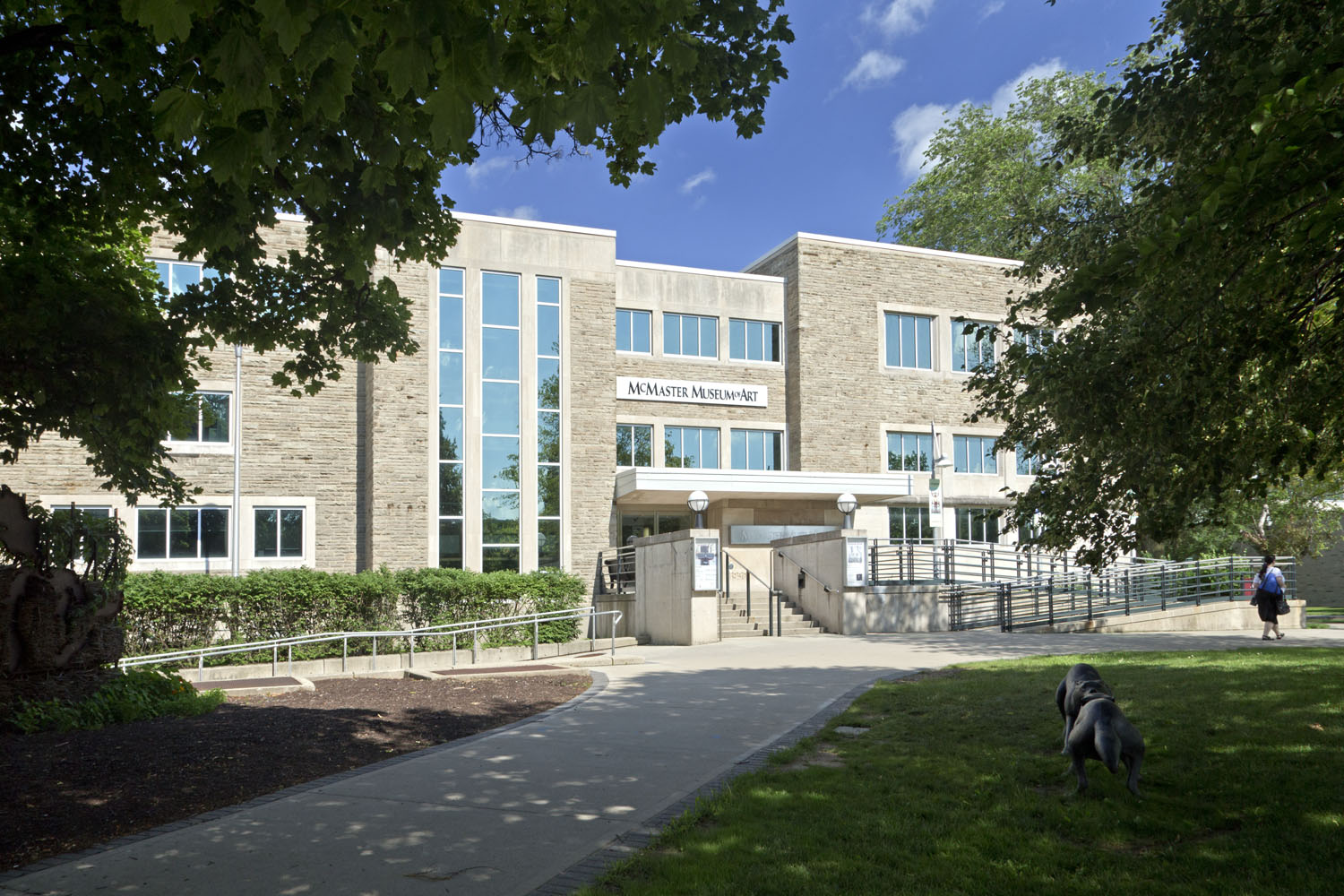
Макмастерський художній музей має найвищі показники відвідуваності серед університетських музеїв Канади.

Бібліотечна система університету входить до 31 організації, в тому числі до Асоціації наукових бібліотек. Протягом 2016 навчального року з колекції електронних журналів бібліотечної системи було завантажено близько 2,8 млн статей. В бібліотеці університету працює 138 професійних та допоміжних працівників. Витрати ресурсів бібліотеки на 2016–2017 навчальний рік становили приблизно 11,5 мільйонів доларів США, причому 81 відсоток бюджету було виділено на підписку на серійні та електронні ресурси, 9 відсотків на придбання паперових копій і 10 відсотків на підтримку членства та колекцій. Бібліотечна система включає чотири бібліотеки (Міллс, Інніс, Тоуд, Гелт Саєнс), що містять 1 274 265 паперових книг і 3 689 973 загальних ресурсів, включаючи відео, карти, звукозаписи та мікрофільми. Бібліотека Міллса зберігає колекції гуманітарних і соціальних наук із широким вибором друкованих і цифрових ресурсів. Бібліотека Інніс містить матеріали, які підтримуть академічні та дослідницькі інтереси Школи бізнесу DeGroote. У бібліотеці Тоуд зберігаються навчальні матеріали з різних дисциплін науки та техніки, а в бібліотеці Гелт Саєнс зберігаються книги, що стосуються медичних наук. Відділ архівів і дослідницьких колекцій Вільяма Реді в Університеті Макмастера складається з статей канадських видавців; Британські особистості та канадські літературні діячі, такі як Фарлі Моует, П’єр Бертон, Метт Коен і Маріан Енгель. Він включає архіви Бертрана Рассела та профспілок.
Основна роль Музею мистецтв Макмастера  полягає в підтримці академічної місії Університету Макмастера та сприянні дискурсу про мистецтво в Канаді. Музей має найвищі показники відвідуваності серед університетських музеїв у Канаді, з 30 000 відвідувачів у 2016 році. У музеї, заснованому в 1967 році, зберігається та виставляється колекція мистецтва університету. Станом на 2015 рік ця колекція з 5971 екземпляра вартує 98,7 мільйонів доларів. До колекції увійшли роботи Гюстава Курбе, Клода Моне, Каміля Піссарро, Волтера Сікерта та Вінсента Ван Гога. Музей також може похвалитися найповнішою колекцією гравюр німецького експресіонізму та веймарського періоду в Канаді.

## Видатні випускники університету
Нобелівські лауреати
- Майрон Шоулз (англ. Myron Scholes) — Нобелівська премія з економіки «за розробку нового методу визначення вартості „вторинних“ (похідних) паперів»(1997)
- Бертрам Брокгауз (англ. Bertram Brockhouse) — Нобелівська премія з фізики «За створення нейтронної спектроскопії» (1994)
- Джеймс Орбинські (англ. James Orbinski) — Нобелівська премія миру, «Лікарі без кордонів» (1999)